# 菲希特湖
47°42′41″N 11°21′41″E / 47.71139°N 11.36139°E
菲希特湖（德語：Fichtsee）是德國的湖泊，位於該國東南部，由巴伐利亞負責管轄，處於魏爾海姆-雄高縣，面積0.02平方公里，海拔高度595米，每年平均降雨量1,715毫米。